# 阿沃萊達
阿沃萊達是哥倫比亞的城鎮，位於該國西南部，由納里尼奧省負責管轄，距離首府帕斯托76公里，始建於1859年，面積115平方公里，海拔高度1,886米，2005年人口7,442。
1°30′12″N 77°05′16″W / 1.50333°N 77.0878°W